# 斯特凡·维多维奇
斯特凡·维多维奇（羅馬化：Stefan Vidović，1992年8月8日—），黑山男子水球运动员。他曾代表黑山国家队参加2020年夏季奥林匹克运动会水球比赛，结果队伍获得第八名。